# Галагановка (посёлок, Николаевская область)
Галагановка (укр. Галаганівка) — посёлок в Снигирёвском районе Николаевской области Украины.
Население по переписи 2001 года составляло 63 человека. Почтовый индекс — 57359. Телефонный код — 5162.

## Местный совет
57370, Николаевская обл., Снигирёвский р-н, с. Баратовка, ул. Капитана Агеенко, 3; тел. 2-74-73